# Charles Servaty
Charles Servaty (ur. 14 czerwca 1966 w Malmedy) – belgijski samorządowiec i nauczyciel, w latach 2023–2024 przewodniczący Parlamentu Niemieckojęzycznej Wspólnoty Belgii.

## Życiorys
Uzyskał licencjat z języków germańskich (niderlandzkiego i angielskiego) na Université catholique de Louvain, krótko pracował jako nauczyciel w szkołach niemiecko- i francuskojęzycznych. Zaangażował się w działalność polityczną w ramach niemieckiego odłamu walońskiej Partii Socjalistycznej, od 1990 do 2015 był jej sekretarzem. W latach 90. pracował we frakcji socjalistów w Parlamencie Niemieckojęzycznej Wspólnoty Belgii i jako asystent członków władz Regionu Walońskiego. W 1994 wybrany radnym Bütgenbach, w 2001 objął funkcję członka miejskich władz wykonawczych (schepena). W 1995 po raz pierwszy wybrany do Parlamentu Niemieckojęzycznej Wspólnoty Belgii, uzyskiwał następnie reelekcję. Był szefem frakcji, a w latach 2009–2014 wiceprzewodniczącym tego gremium. W 1999 kandydował bez powodzenia do Parlamentu Europejskiego. W styczniu 2024 wybrany przewodniczącym parlamentu w miejsce Karl-Heinza Lambertza, w czerwcu 2024 zastąpiony przez Patricię Creutz-Vilvoye.